# Марьинка (река)
Марьинка — река в России, протекает по территории Скопинского и Кораблинского районов Рязанской области. Длина реки — 15 км. Площадь водосборного бассейна — 92,6 км².
Начинается у насыпи железной дороги вблизи села Николо-Скопин. Течёт в северо-восточном направлении мимо сел Ерлино, деревень Дроково, Новоалександровские Выселки и Прибытки. Впадает в Молву слева напротив деревни Моловка в 7,5 км от её устья. В верховьях Марьинки организован пруд. В среднем течении по берегам — лесной массив.
Основной приток — Молоделка — впадает слева вблизи устья.

## Данные водного реестра
По данным государственного водного реестра России относится к Окскому бассейновому округу, водохозяйственный участок реки — Проня от истока и до устья, речной подбассейн реки — Бассейны притоков Оки до впадения Мокши. Речной бассейн реки — Ока.
Код объекта в государственном водном реестре — 09010102112110000025448.